# Windows Essentials
Windows Essentials (precedentemente Windows Live Essentials) è stato un pacchetto in cui Microsoft ha riunito tutti i prodotti della famiglia Windows Live. La versione 2011 è l'ultima denominata Windows Live Essentials. Essa apporta molti cambiamenti come l'integrazione con i social network (Facebook, MySpace). Dal 2012, a favore della scomparsa del nome Windows Live ID sostituito con Microsoft Account, la suite diventa semplicemente Windows Essentials. 
A partire dal 10 gennaio 2017 il pacchetto non è più supportato, in favore delle nuove applicazioni disponibili su Windows 10.

## Servizi di Windows Essentials

### Applicazioni contenute nel pacchetto
- Raccolta foto
- Movie Maker
- Mail
- Writer
- OneDrive (già incluso in Windows 8.1 e in Windows 10)
- Family Safety (solo su Windows 7)

### Programmi e servizi inclusi in passato
- Bing Bar (eliminata nel 2012)
- Silverlight (eliminato nel 2012)
- Windows Live Hotmail (eliminato nel 2012)
- Windows Live Mobile (eliminato nel 2012)
- Windows Live Mesh (eliminato nel 2012)